# Märla (spiksorter)
Märla är ett u-format stycke metalltråd, ofta med spetsiga ändar för att kunna slås i ett material så att en ögla fäst i materialet uppstår.
En större märla kallas vanligen krampa.